# Galatsi Olympic Hall

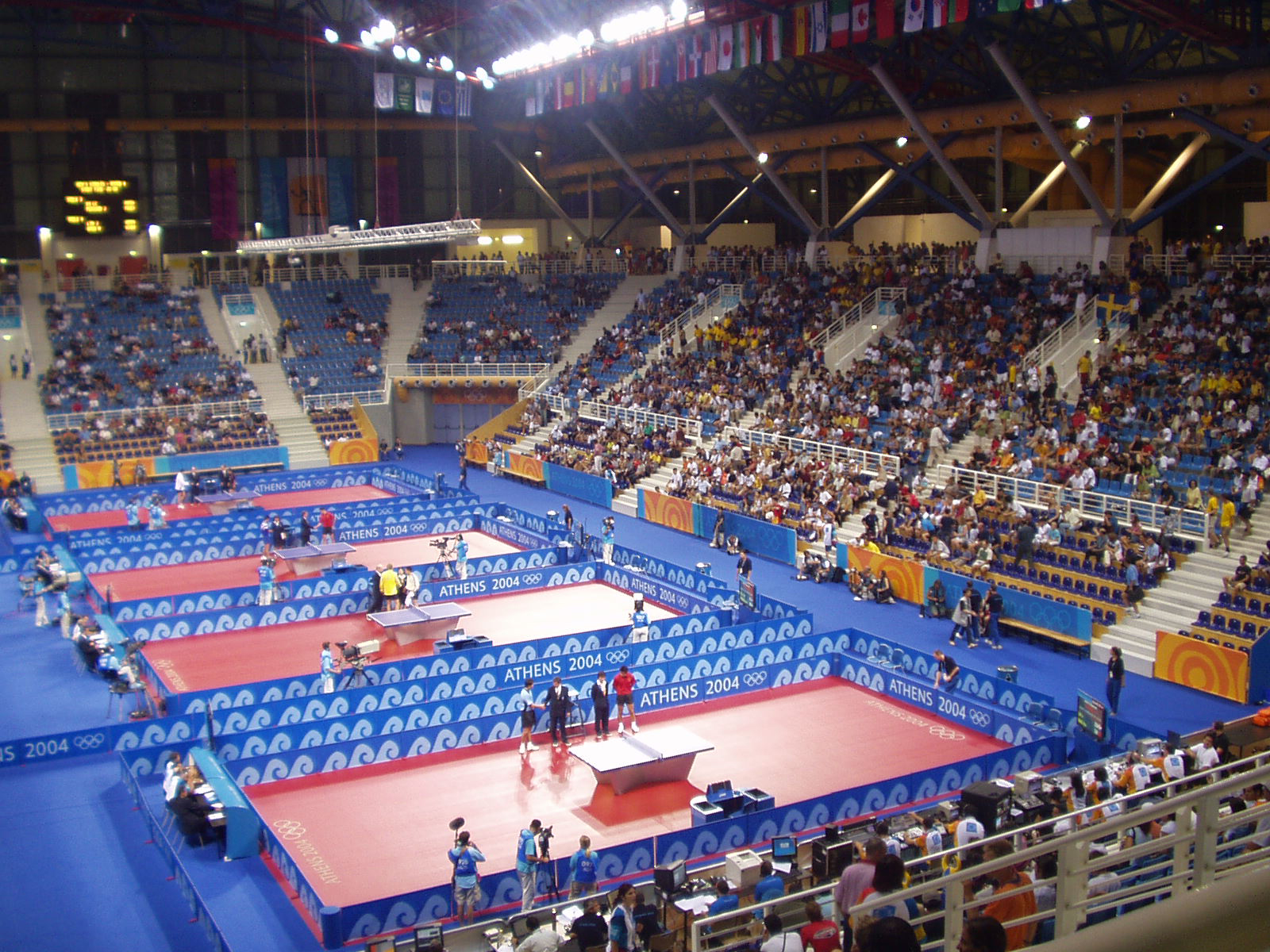
Interiör av Galatsi Olympic Hall

Galatsi Olympic Hall är en idrottshall i Galatsi, en förort nordväst om Aten i Grekland. I denna hall avgjordes den rytmiska sportgymnastiken och bordtennisen under Olympiska sommarspelen 2004.